# Lundy
Lundy é a maior ilha do canal de Bristol, atravessando 19 km da costa de Devon, na Inglaterra, aproximadamente um terço da distância do canal, entre Inglaterra e o País de Gales. Lundy recebeu esse nome devido a uma das Áreas Marítimas britânicas.
Em 2007, tinha uma população residente de 28 pessoas, incluindo voluntários. Entre as 28 pessoas, existe um guarda, um encarregado da ilha e um granjeiro, ainda mais os empregados de mantimento de um bar. A maioria vive ao redor de um povo ao sul da ilha. A maioria dos visitantes são excursionistas por um dia, ainda que há 21 propriedades de férias e um acampamento para visitantes, localizados maioritariamente ao sul da ilha. 
Numa votação de 2005 feita pelos leitores da Rádio Times, Lundy foi nomeada como a décima maravilha da Grã-Bretanha. Toda a ilha foi designada como Sítio de Especial Interesse Científico e foi a primeira Reserva Natural Marinha da Inglaterra, devido a sua flora e fauna única. É comandada por Landmark Trust em nome da National Trust. A ilha tem 345 ha de área.

Fotografias de Lundy
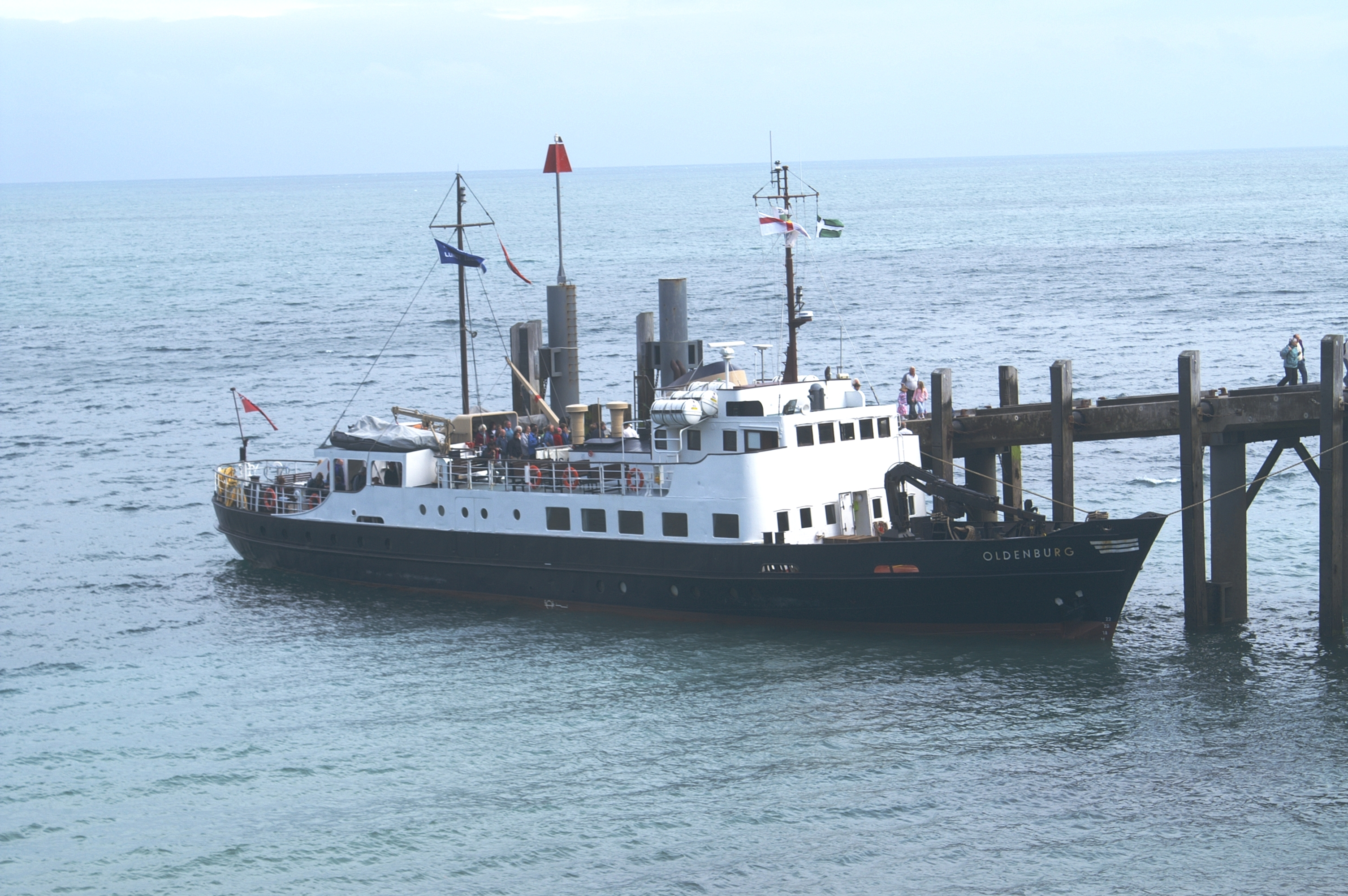
Oldenburg, o barco que navega para Lundy
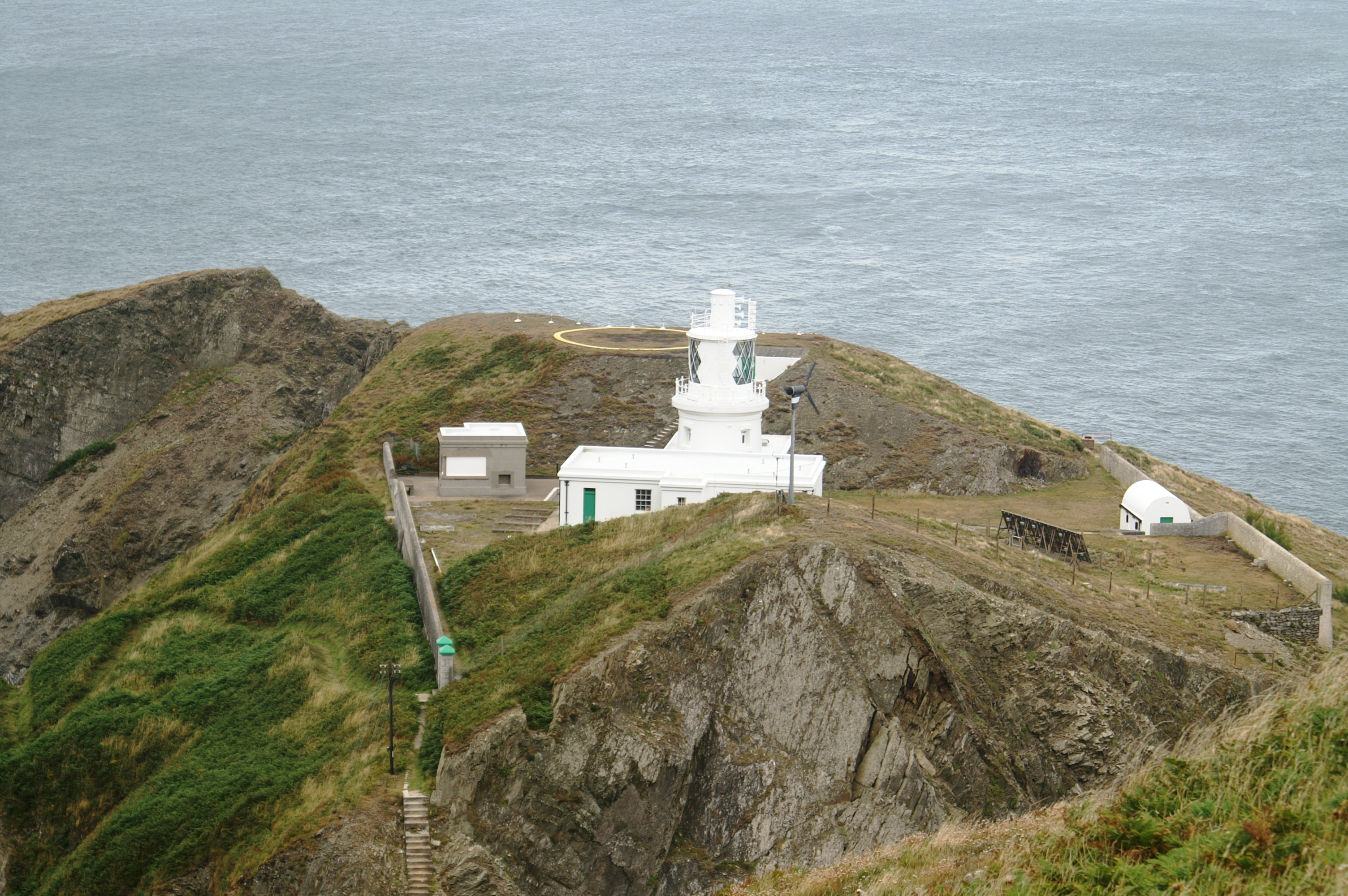
O novo (branco) Farol
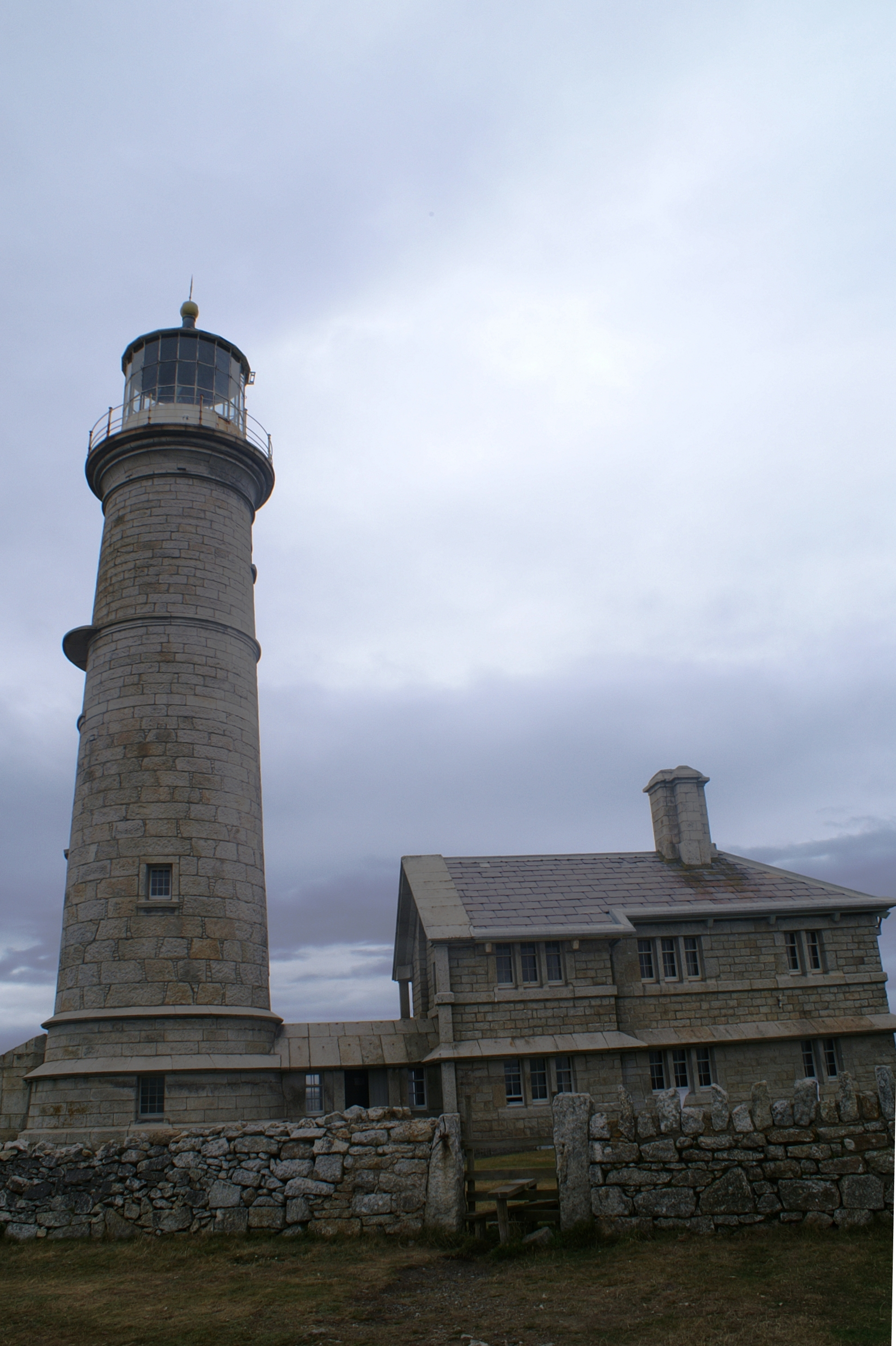
O antigo farol
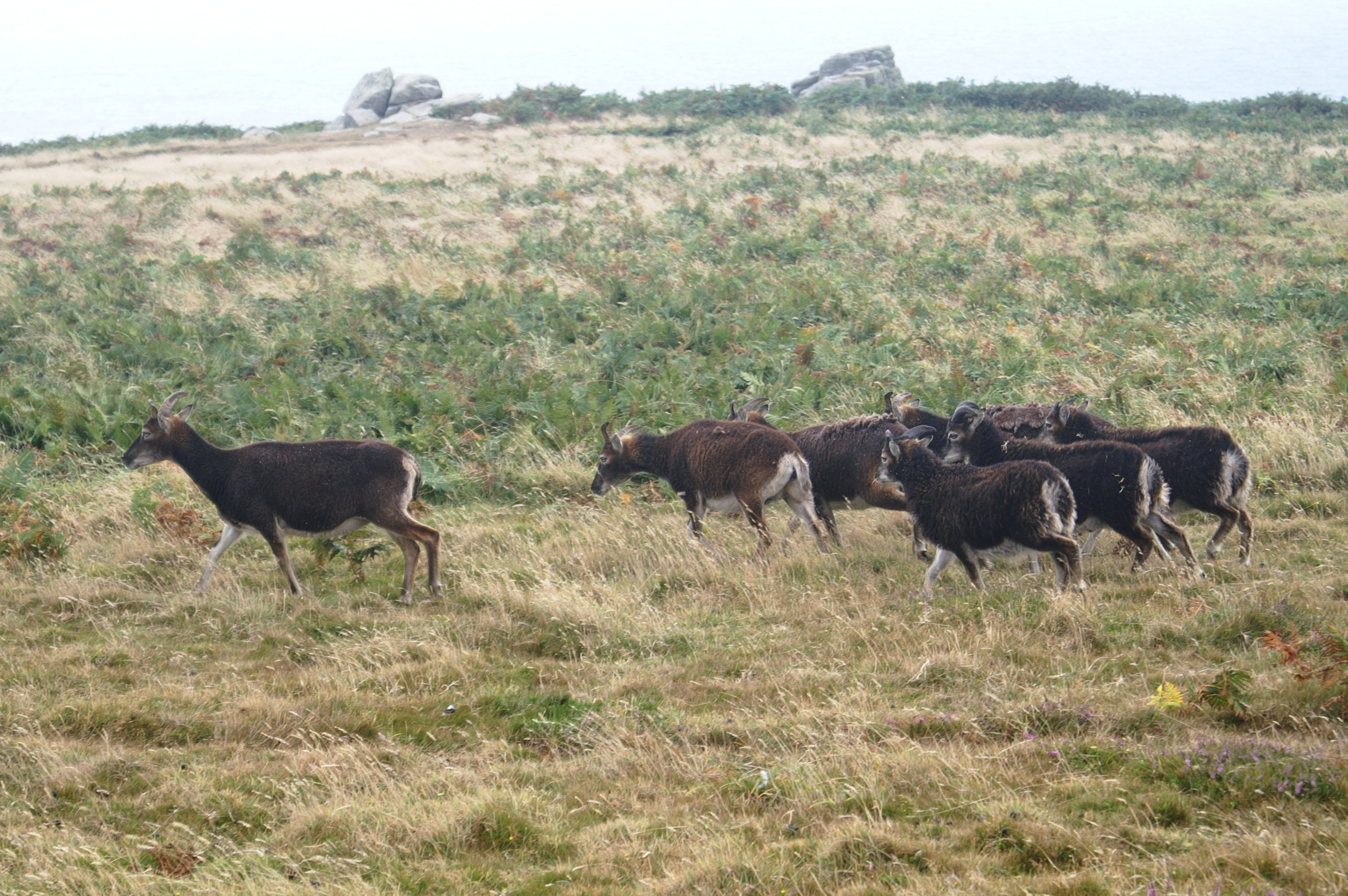
O Sikahert, que é comum em Lundy
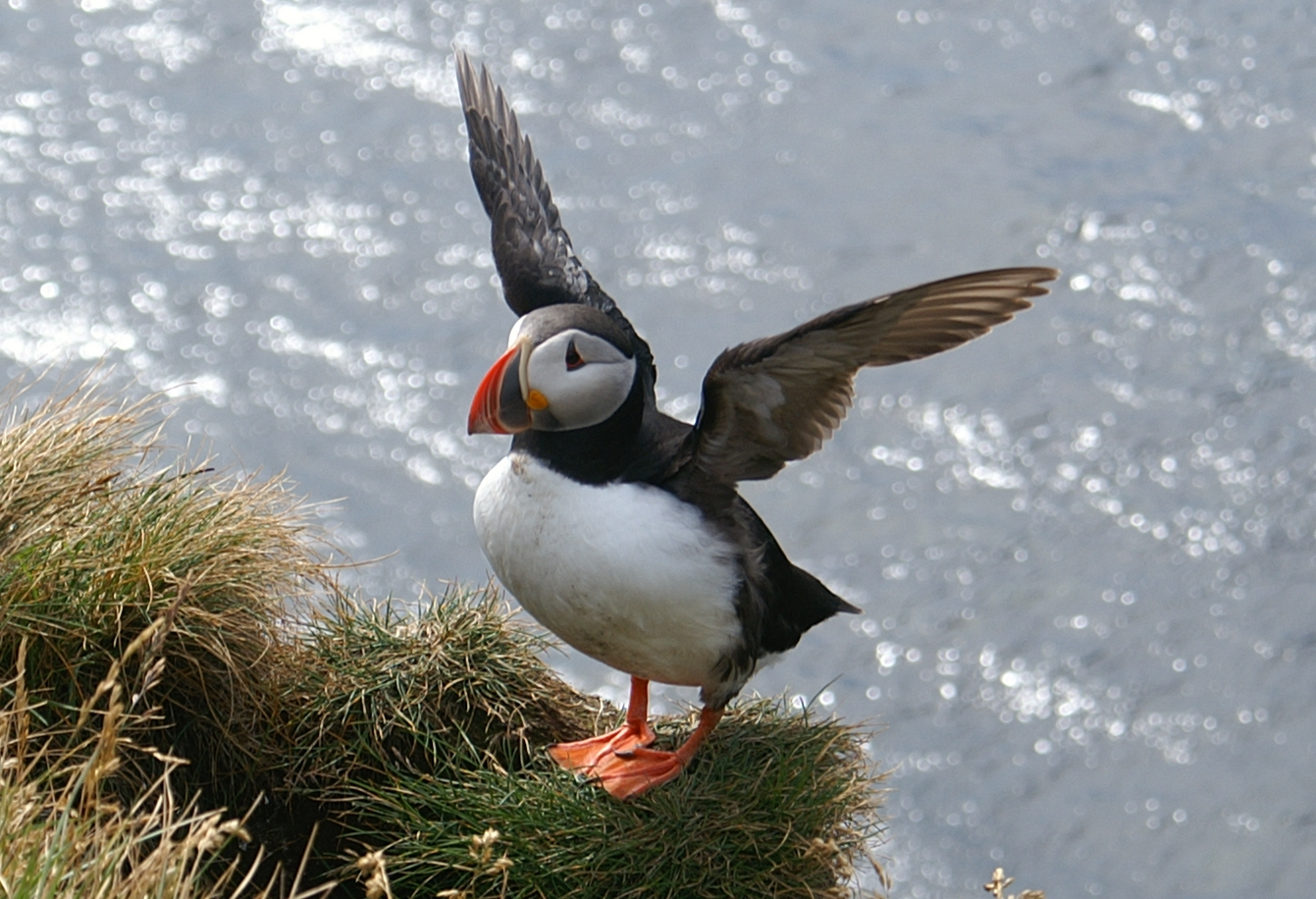
A Puffin
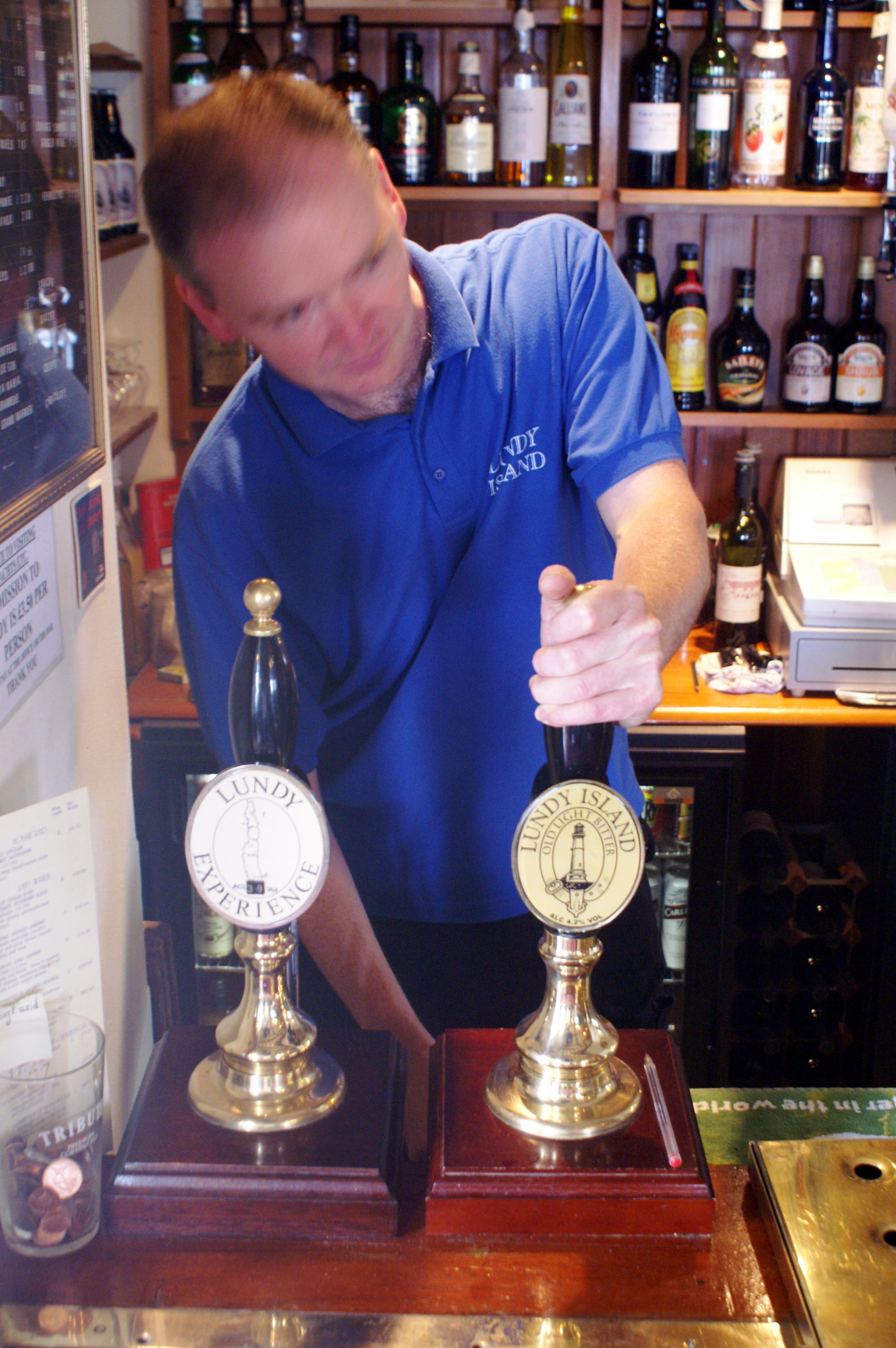
Ilha de cerveja no pub em Lundy
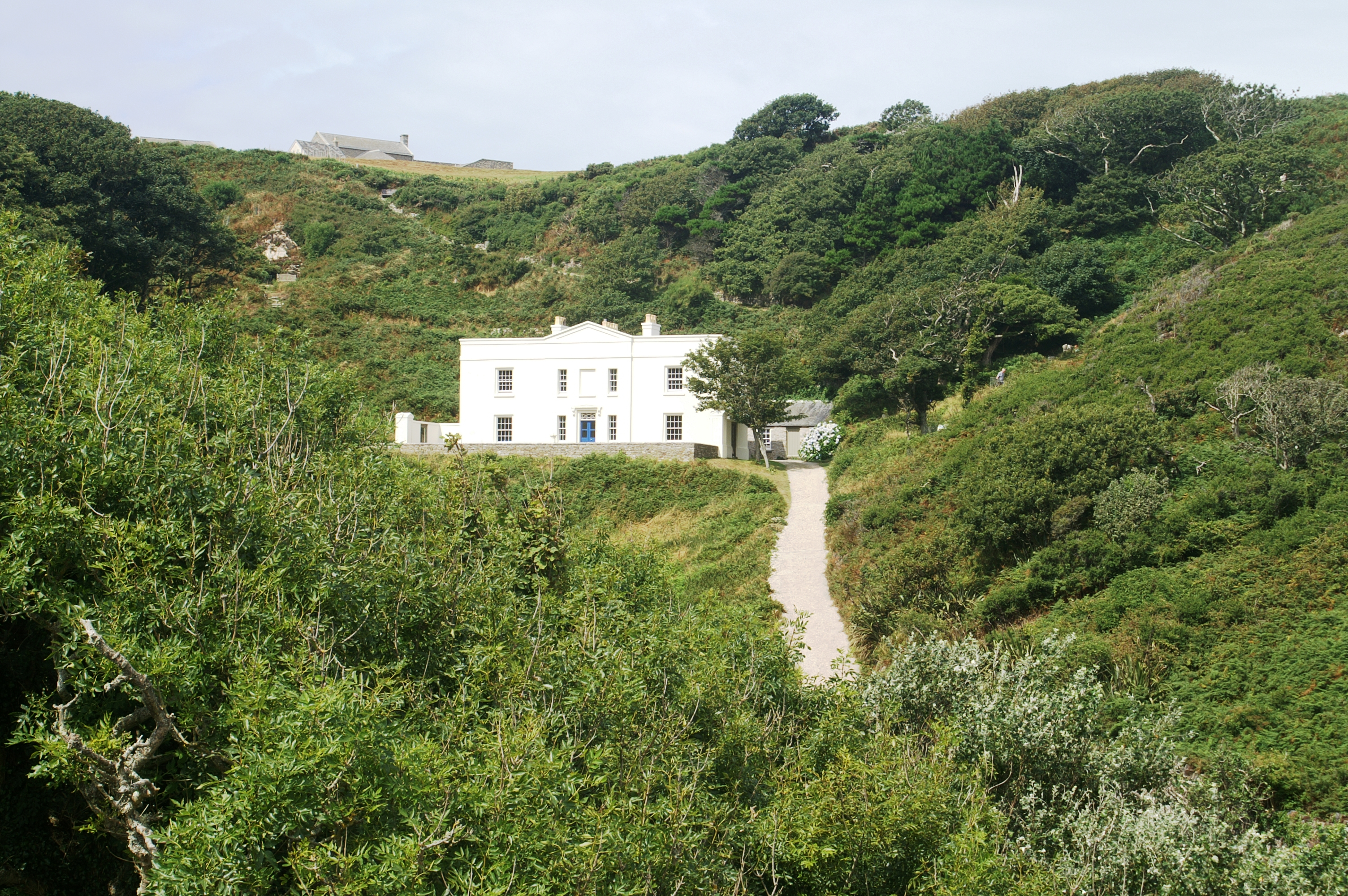
Millcombe House
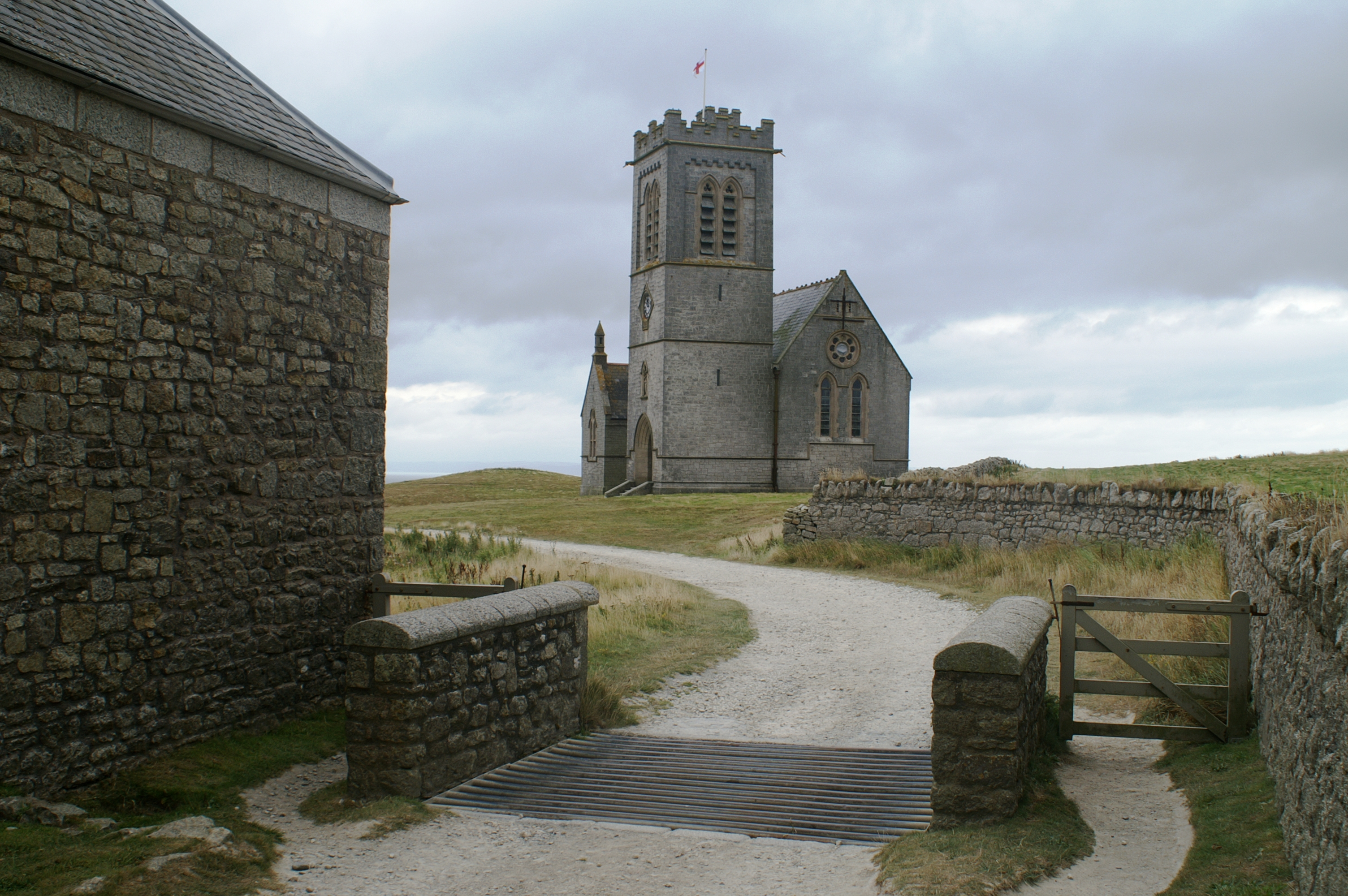
Igreja de Santa Helena
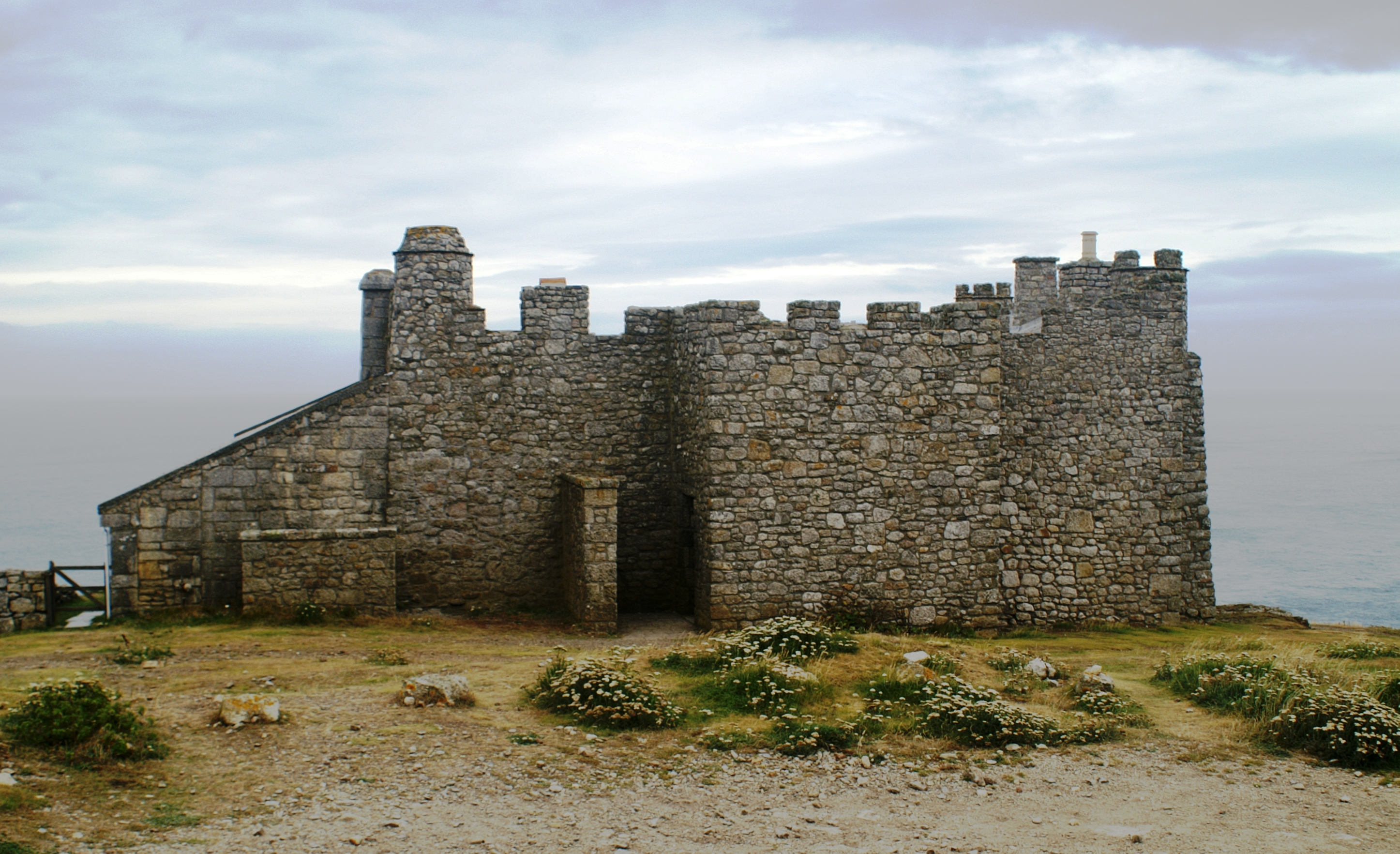
Castelo
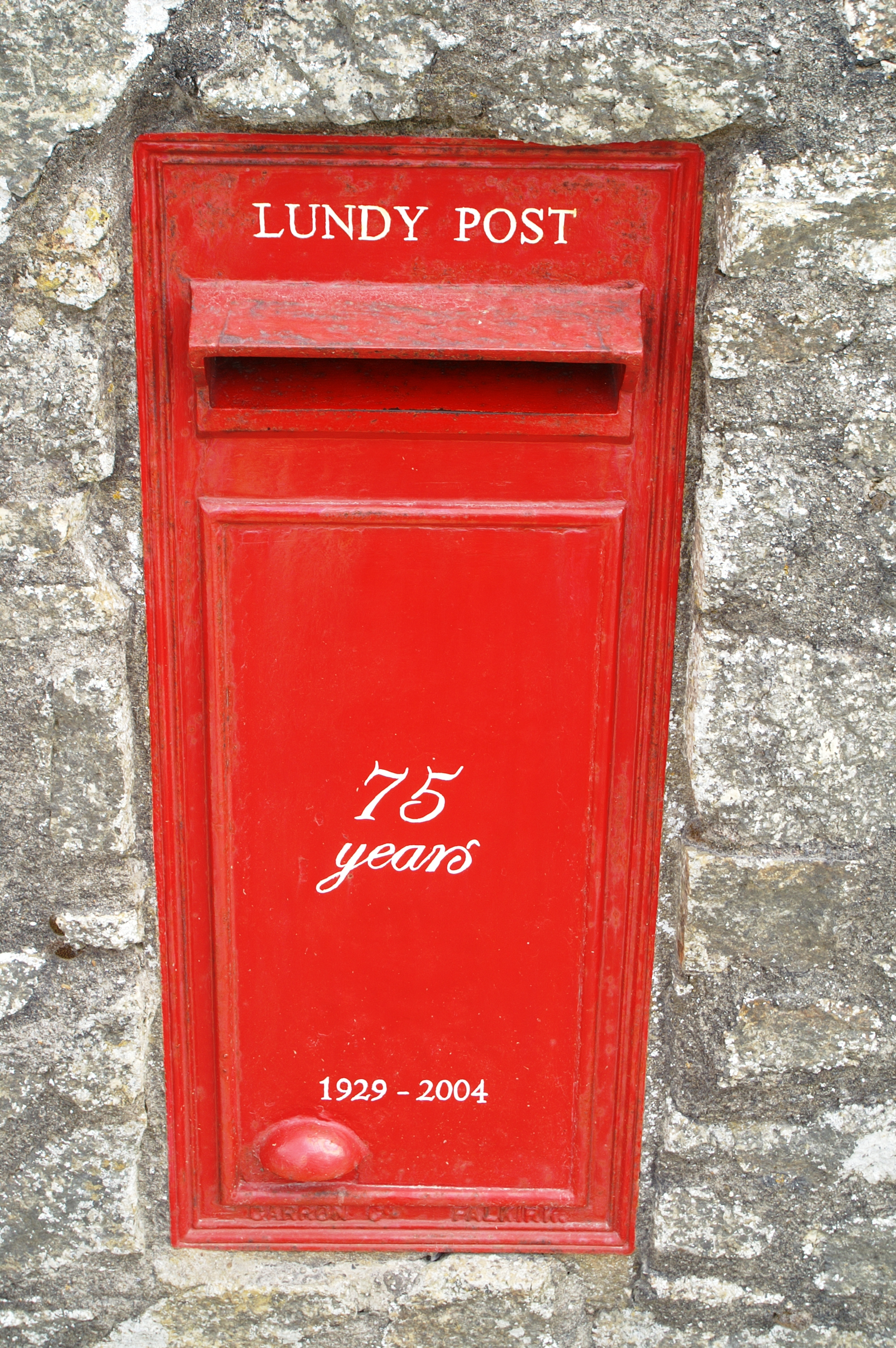
Lundy - caixa de correio
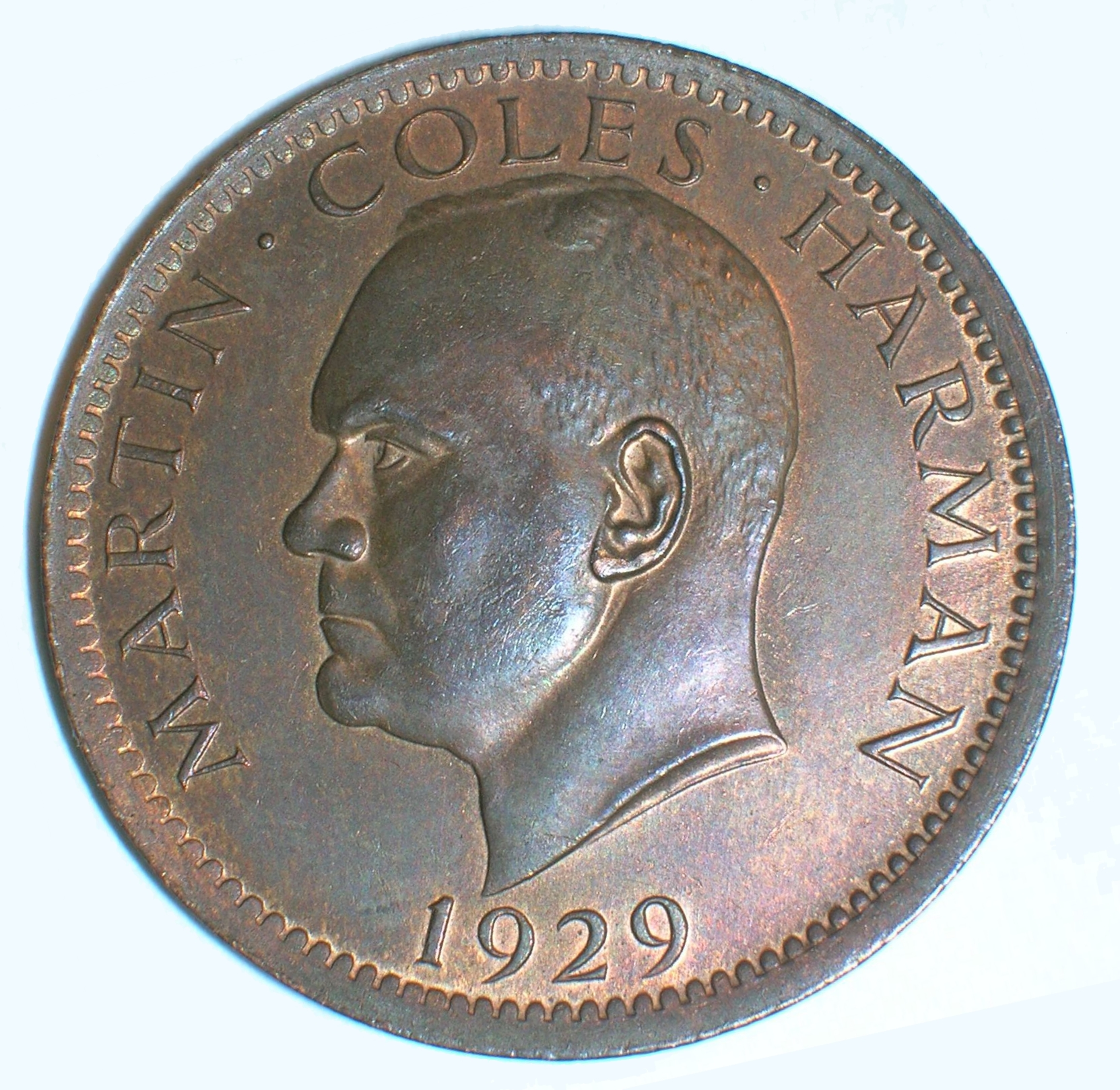
Puffin 1 moeda de 1929
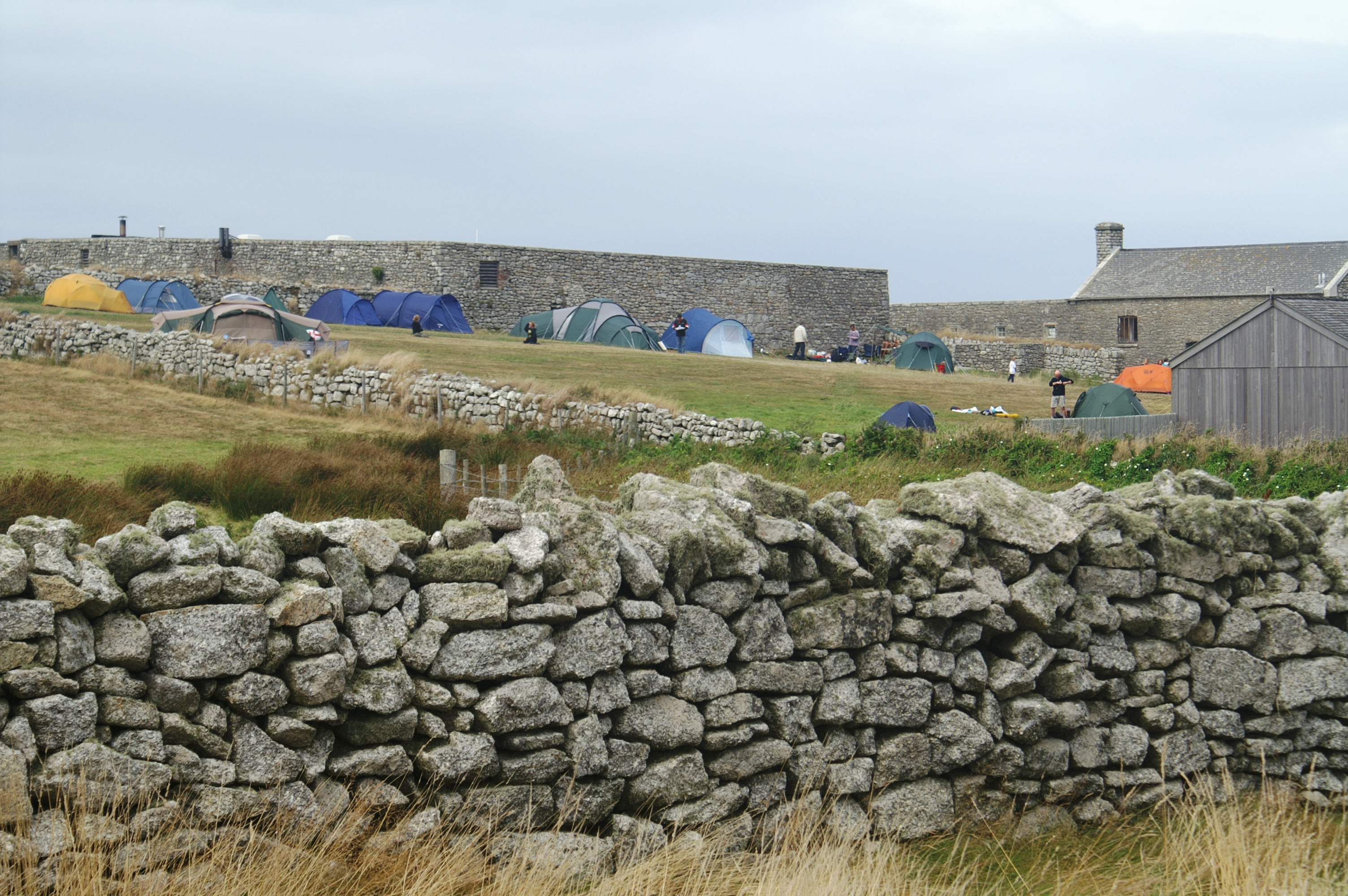
Lundycamping